# Eduard Maloféiev
Eduard Maloféiev   (Krasnoiarsk, 2 de juny de 1942) és un exfutbolista rus de naixement i belarús d'adopció de la dècada de 1960 i entrenador.
Fou 40 cops internacional amb la selecció soviètica amb la qual participà en la Copa del Món de Futbol de 1966.
Pel que fa a clubs, defensà els colors de FC Spartak Moscou i FC Dinamo Minsk.
Com a entrenador ha dirigit MTZ-RIPO Minsk, FBK Kaunas i Hearts, Dynamo St. Petersburg, Shakhtyor Soligorsk i Pskov-747, entre d'altres.